# Gotha Projekt P 52
O Gotha Projekt P 52 foi um protótipo aeronáutico da Gothaer, durante a Alemanha Nazi, para a concepção de um planador de transporte aéreo capaz de aterrar na água, accionar um motor para navegar o planador em frente e, por fim, desembarcar numa praia ou numa costa, abrir a rampa que se encontrava posicionada no nariz da aeronave. Podia transportar tropas, artilharia ou veículos militares.